# سنت-رز-دو-نورد، کبک
سَنت-رُز-دُو-نُر (به فرانسوی: Sainte-Rose-du-Nord) قصبه‌ای در منطقه شهری لو افجور-دو-ساگونه ناحیه سگونه-لاک-سن-ژان در استان کبک کانادا است. در سرشماری سال ۲۰۱۱ این قصبه ۴۰۳ نفر جمعیت داشته‌است و مساحت آن ۱۱۹٫۰۳ کیلومتر مربع است.